# Lawrence Thomas
Lawrence Andrew Kingsley Thomas er en fodboldmålmand fra Australien, som spiller for Western Sydney Wanderers FC i Australien.

## Karriere
Lawrence Thomas er født i Sydney. Han spillede i sine ungdomsår for NSW Premier League-klubben Marconi Stallions, Blacktown City Demons og Australian Institute of Sport. i 2010 skrev han under med Bankstown City fra NSW Premier League og sluttede som nummer otte med sit hold, i første sæson.
Samme år drog han til Europa, og prøvetrænede med Coventry City F.C. fra The Championship, men uden succes og derfor drog han tilbage til Australien. I 2011 skrev han under med en anden Championship-klub; Sheffield United, men drog tilbage til Australien efter en sæson uden kampe.

### Melbourne Victory
I september 2011 drog han på prøve i A-League-klubben Melbourne Victory, hvilket kastede en kontrakt af sig. Han debuterede på Melbourne Victorys førstehold i sæsonens femte runde mod de regerende mestre fra Brisbane Roar. Han blev han skiftet ind i løbet af kampen, da klubbens førstemålmand Ante Čović, blev vist det røde kort. Hans debut var god og via et par gode redninger, hjalp han sit hold til en 2-2 uafgjort. Hans anden kamp, kom i runde seks mod forrige sæsons nummer to fra Central Coast og holdt buret rent i en 0-0 kamp, men i starten blev det ikke til et egentligt gennembrud, da han stadigvæk ikke var klubbens førstevalg på målmandsposten.
Et formdyk fra klubbens førstemålmand Nathan Coe i 2013/14-sæsonen, gav Thomas en mulighed for at tage posten som klubbens førstemålmand. Han slog dog ikke igennem og derfor tog Coe pladsen tilbage. Et år senere, fik han chancen igen da Nathan Coe blev skadet. Denne gang tog han chancen og imponerede, hvorfor Coe aldrig fik sin status som førstevalg igen.
Siden da har han i perioder både været førstevalg og andetvalg. I 2016/17 sæsonen imponerede han i klubben og bed sig igen fast som førstevalg og har siden blandt andet vundet A-League trofæet i 2018, hvor han blandt andet blev hædret for to vitale redninger i den afgørende kamp.

### SønderjyskE
I 2020 udløb kontrakten med Melbourne Victory, som bekræftede at Thomas skulle til Europa. Den 2. august 2020, skrev han under på en 2-årig kontrakt med de forsvarende pokalvindere fra SønderjyskE.

## Privat
Lawrence Thomas blev født den 9. maj 1992 i Sydney, New South Wales. Han far er australier og hans mor er italiensk-australier, hvorfor Thomas Lawrence også er i besiddelse af et italiensk pas.

## Titler

### Klub
Melbourne Victory
- A-League: 2014–15
- A-League: 2017–18
- FFA Cup: 2015

### Personlig
- Joe Marston Medal: 2018